# Idiops curvicalcar
Idiops curvicalcar là một loài nhện trong họ Idiopidae.
Loài này thuộc chi Idiops. Idiops curvicalcar được Carl Friedrich Roewer miêu tả năm 1953.